# Borsós
Borsós (1899-ig Hrachovistye, szlovákul Hrachovište) község Szlovákiában, a Trencséni kerületben, a Vágújhelyi járásban.

## Fekvése
Vágújhelytől 12 km-re délnyugatra, a Miavai-dombság délkeleti részén, a Kis-Kárpátok lábánál, a Jablonky és a Turanky patakok összefolyásánál fekszik.

## Története
A régészeti leletek tanúsága szerint a környéken már a történelem előtti évszázadokban is éltek emberek.
Borsós a 13. század első felében épült csejtei vár szolgálófalujaként keletkezhetett a 13. században. A falut 1392-ben "Hrachowich", illetve "Rachowch" alakban említik először a csejtei váruradalom részeként. Mint korábban, úgy a későbbiekben is szorosan kapcsolódott a falu története a közeli vár történetéhez. 1452-ben 120, 1617-ben mintegy 400 lakosa volt a falunak. 1715-ben 51 háztartás található a községben, valamint még mellette három malom és szőlőültetvények is. 1753-ban 129 család, 1787-ben 97 ház és 778 lakos élt a településen. 1828-ban 106 házát 743-an lakták. Lakói főként mezőgazdasággal, kosárfonással, napszámos munkákkal foglalkoztak. A fejlett háziipar mellett a községben kenderültetvények voltak.
Vályi András szerint "HRABOVISTYE. Tót falu Nyitra Várm. földes Urai Skultéti, és több Urak, lakosai katolikusok, fekszik hegyek között a’ Vág Újhelyi járásban, Krajnának filiája, fája szűken van, földgyei soványak, legelője szoross."
Fényes Elek szerint "Hrachovistye, tót falu, Nyitra vmegyében, Csejtéhez 1/2 óra: 635 kath., 63 evang., 11 zsidó lak. F. u. Skultéti, s más nemesek."
A trianoni békeszerződésig Nyitra vármegye Miavai járásához tartozott. 1935-ben nagy árvíz pusztított a községben.

## Népessége
| Év:            | 1994. | 2004.   | 2014.   | 2024.    |
| -------------- | ----- | ------- | ------- | -------- |
| Emberek száma: | 666   | 694     | 720     | 644      |
| Eltérés:       |       | +4,20 % | +3,74 % | -10,55 % |

| Év:            | 2023. | 2024.   |
| -------------- | ----- | ------- |
| Emberek száma: | 643   | 644     |
| Eltérés:       |       | +0,15 % |

1910-ben 931, túlnyomórészt szlovák anyanyelvű lakosa volt.
2001-ben 673 lakosából 644 szlovák volt.
2011-ben 742 lakosából 687 szlovák.

## Neves személyek
- Itt született 1932-ben Titus Kolník szlovák régész.
- Itt tanított Ján Valašťan Dolinský (1892–1965) szlovák zeneszerző, népzenegyűjtő, tanár, újságíró, eszperantista.

## Nevezetességei
- A falu római katolikus temploma 1757-ben épült barokk stílusban.